# Tang Jingling
Compléments
Signataire de la charte 08
Tang Jingling, né en décembre 1971, est un avocat chinois, défenseur des droits civiques. Il est intervenu notamment contre la corruption dans la défense des victimes d'expropriation foncière. Après le retrait de sa licence d'avocat en avril 2006, il devient un défenseur de la désobéissance civile non violente. Il est en détention depuis le 16 mai 2014.

## Biographie
Tang Jingling a travaillé dans le cabinet Huazhijie à Canton, il intervient pour des villageois dont les terres sont accaparées sans indemnité et ceux victimes de la corruption, les problèmes des vaccins contrefaits. Un de ses clients réputé est Guo Feixiong. En avril 2006, sous la pression des autorités, le cabinet dans lequel il travaille refuse de lui renouveler sa licence d'avocat. Il intervient alors comme enseignant et défenseur de la désobéissance civile non violente.
En 2009, Tang Jingling est arrêté, lors d'une intervention à l’Université de Technologie de Guangzhou, alors qu'il donne un cours sur Twitter et les blocages d’Internet. Il est relâché quelques heures plus tard. 
En 2012, Tang Jingling adresse une lettre à la poétesse Tsering Woeser pour soutenir le peuple tibétain lors des épreuves d'auto-immolation. 
Détenu depuis le 16 mai 2014, Tang Jingling est officiellement arrêté le 21 juin 2014. Les autorités chinoises considèrent qu'il a participé à des « activités illégales » depuis 2006 : commémorations des victimes de la répression sur la place Tiananmen de 1989 ou de Lin Zhao (victime des purges Maoïste), signature de la Charte 08, dont un des auteurs est Liu Xiaobo, prix Nobel de la paix emprisonné depuis 2009. Selon les autorités Tang Jingling aurait publié des ouvrages du politologue américain Gene Sharp, De la dictature à la démocratie et Auto-libération, de Si Kahn (en) avec Organizing: A Guide for Grassroots Leaders et de Mark Palmer (en) avec Breaking the Real Axis of Evil (en).
Le procès de Tang Jingling se tient à Canton, avec celui de deux autres inculpés Wang Qinying et Yuan Xinting. La première audience du 19 juin 2015 est suspendue lorsque sa famille rejette son avocat pour protester contre les irrégularités de procédure. Le procès reprend en juillet. Les journalistes et diplomates étrangers se voient refuser l'entrée de la salle d'audience, ainsi que les proches des accusés. Tang Jingling est passible d'une peine de 15 ans de prison,.